# Torre del Far
|  | Aquest article tracta sobre Torre del Far a Talteüll (Rosselló). Vegeu-ne altres significats a «Torre del Far (desambiguació)». |

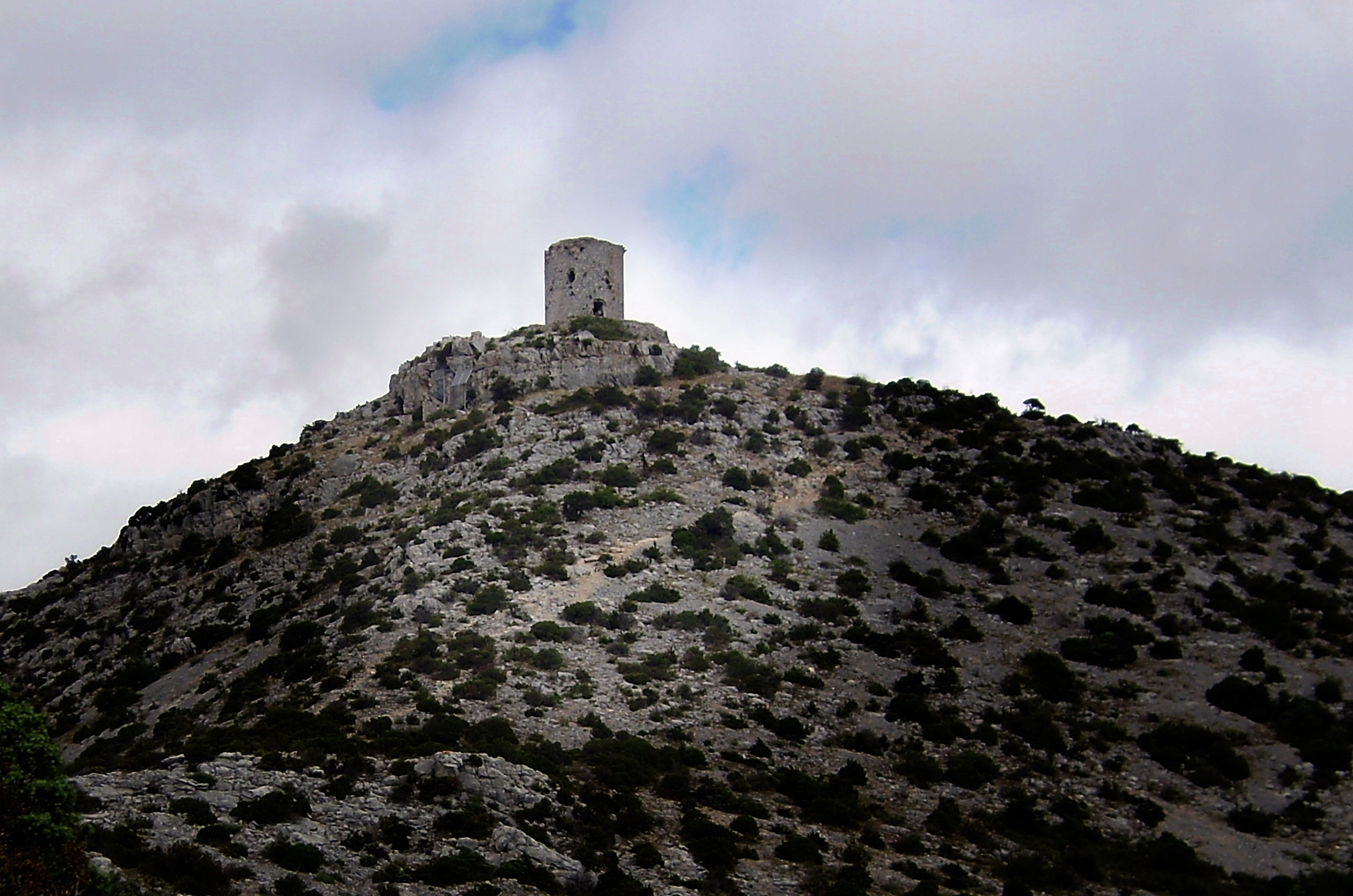
La torre és edificada en un puig de la serra de Talteüll a 500 metres d'alçada

La Torre del Far (Tour de Tautavel, Tour o Torre del Far en francès) és una antiga torre de guaita i de senyals al terme comunal de Talteüll a la comarca del Rosselló. Domina una extensa zona de la plana del Rosselló i les valls de l'Aglí i del Verdoble.
Està situada al sud-est del poble de Talteüll, a prop del límit dels termes comunals de Talteüll i de Cases de Pena, en el punt més alt de la Serra de Talteüll.
Aquest cim està inclòs al llistat dels 100 cims de la FEEC

## Història

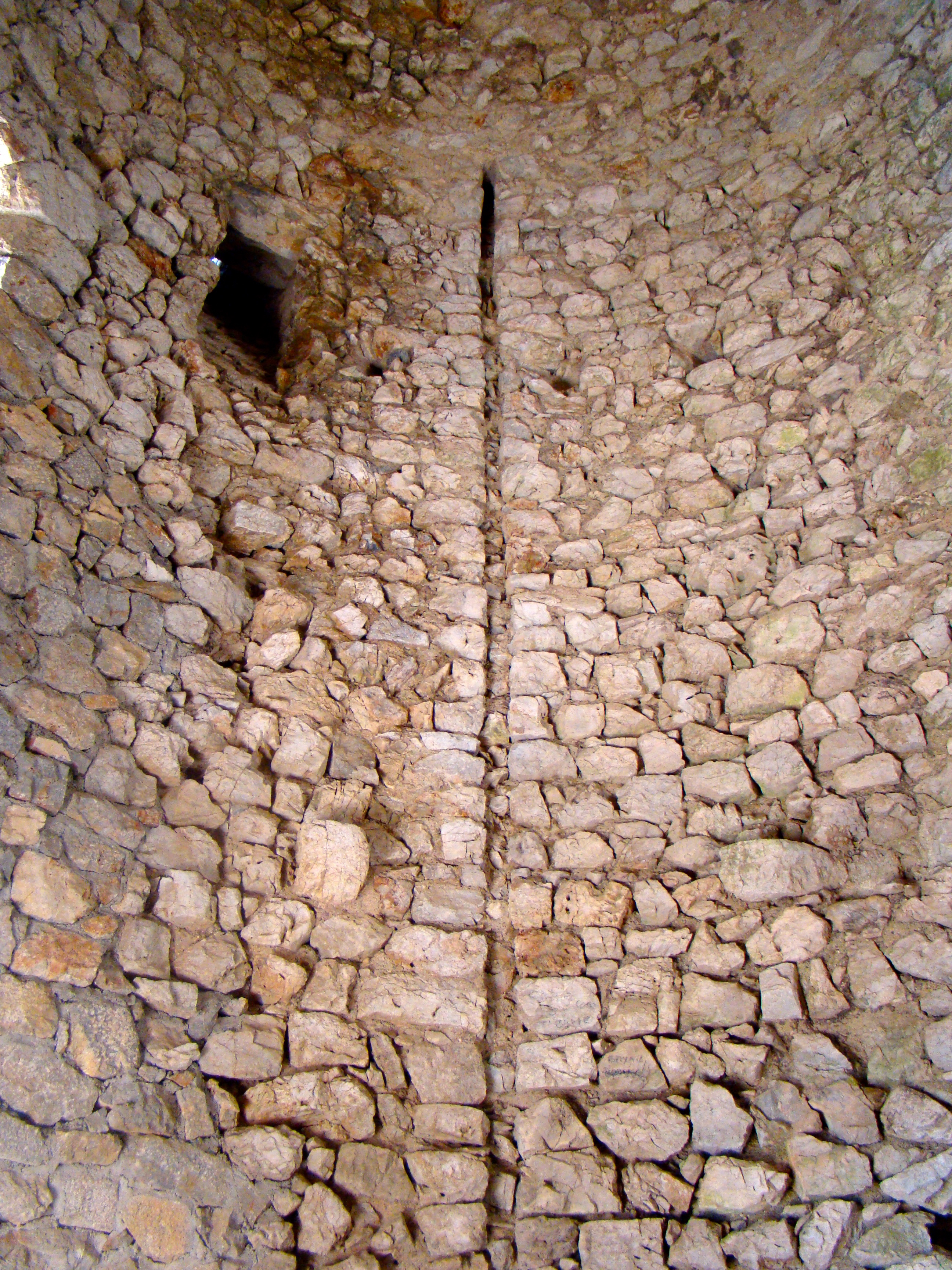
Interior de la torre

Surt esmentada com ja existent el 1341, quan era una dependència del castell de Talteüll. El 1346 el rei Pere el Cerimoniós ordenà que un guardià s'hi estigués permanentment, per una soldada anual de 300 sous, i en nomenava primer guardià el seu escrivà Pere Bancells. El monarca indicà que Bancells havia de tenir preparat un substitut apte i capaç per si se n'havia d'absentar, i que el guardià seria responsable de qualsevol falta o mancança del suplent. Fins al 1455, diversos documents citen la "Torre del Far", amb despeses per noves caixes de ferro per a poder-hi fer foc. Aquest foc era la manera que tenien les torres de senyals per passar-se missatges, i a les comarques més agrestes de la Catalunya del Nord s'hi bastí una xarxa de torres que comunicaven els diversos castells i places fortes entre ells. Des d'aquesta torre es veuen el castell de Talteüll, el castell reial de Perpinyà i la majoria de castells del Rosselló. Es creu que la forma actual de la torre data de la segona meitat del segle xiii.

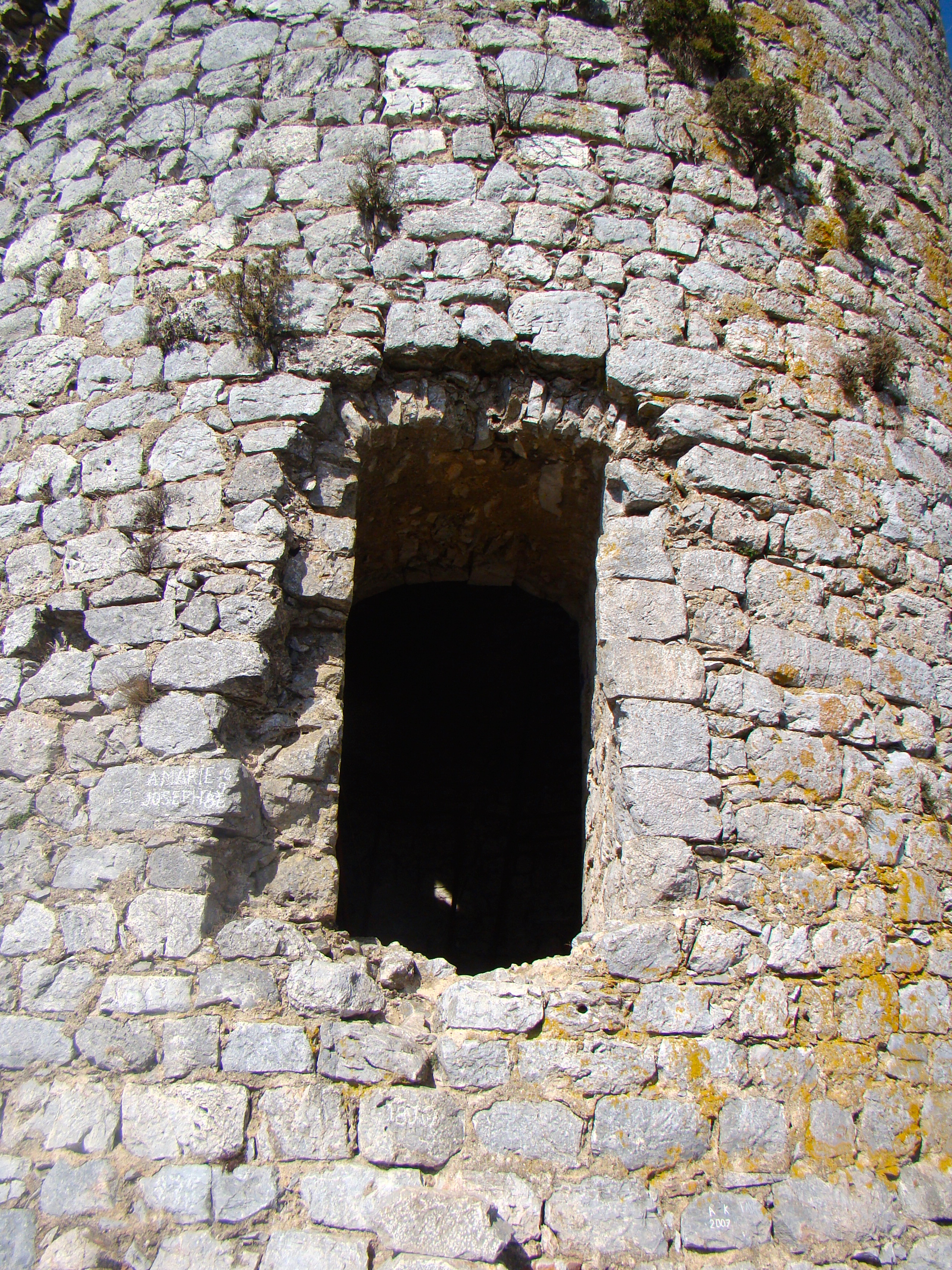
Porta d'accés a la torre

La torre té un diàmetre exterior d'onze metres, i està envoltada per una petita fortificació amb un diàmetre de 25 metres. La paret de la torre té un gruix de dos metres i mig, i a l'interior s'hi observen senyals d'haver tingut alguns pisos.
S'hi pot accedir tant des de Talteüll com des de les Cases de Pena. Va ser declarada monument històric el 17.3.1986. Un vi local en porta el nom.